# Nikola Radosová
Nikola Radosová (ur. 3 maja 1992 w Bojnicach) – słowacka siatkarka, reprezentantka kraju, grająca na pozycji przyjmującej. 

## Sukcesy klubowe
Mistrzostwo Austrii:
- 2009, 2010, 2011, 2012, 2013

Mistrzostwo Rumunii:
- 2018, 2024[4]
- 2017, 2025[5]

Puchar Rumunii:
- 2018

Puchar Niemiec:
- 2020

Puchar Węgier:
- 2021

Mistrzostwo Węgier:
- 2021

## Sukcesy reprezentacyjne
Liga Europejska:
- 2016